# Élections générales équatoriennes de 2009
Des élections générales se sont tenues, en Équateur, le 26 avril 2009, notamment des élections législatives et une élection présidentielle.
Les électeurs devaient se prononcer pour choisir :
- un nouveau président de la République (Presidente de la República) et un nouveau vice-président (Vicepresidente).
- 5 « parlementaires andins » (Parlamentarios Andinos), représentants de l'Équateur au Parlement andin.
- 124« députés de la République » (Diputados de la República), constituant le Assemblée nationale.

Les résultats provisoires donnent une avance notable (51,99 %) à Rafael Correa l'économiste de gauche face à son rival de droite Lucio Gutiérrez.

## Système électoral
Le président de la République est élu au scrutin uninominal majoritaire à deux tours. Un candidat peut néanmoins être élu au premier tour s'il recueille plus de 50 % des voix, ou si étant arrivé en tête il recueille plus de 40 % des voix avec un écart de plus de 10 % par rapport au candidat arrivé deuxième.
Si aucun candidat ne réunit ces conditions, un second tour est organisé entre les deux candidats arrivés en tête, et celui réunissant le plus de suffrages est déclaré élu.

## Résultat
|  | Partis politiques                                        | Candidats          | Votes 1er tour | % 1er tour tour |
|  | -------------------------------------------------------- | ------------------ | -------------- | --------------- |
|  | Alliance pays                                            | Rafael Correa      | 3 584 236      | 51,99 %         |
|  | Parti société patriotique 21 janvier                     | Lucio Gutiérrez    | 1 948 167      | 28,24 %         |
|  | Parti rénovateur institutionnel de l'action nationale    | Alvaro Noboa       | 789 021        | 11,40 %         |
|  | Éthique et Démocratie                                    | Martha Roldós      | 299 573        | 4,33 %          |
|  | Mouvement Thousand Triunfo                               | Carlos Sagñay      | 108 275        | 1,57 %          |
|  | Mouvement Fertile Ground                                 | Melba Jácome       | 93 280         | 1,35 %          |
|  | Intégration et le Mouvement de la transformation sociale | Diego Delgado Jara | 43 221         | 0,63 %          |
|  | Mouvement équitable et de la Solidarité                  | Carlos Gonzáles    | 33 714         | 0,49 %          |

- Pouvoir législatif :

|       | Parti                                                                 | Sièges |
| ----- | --------------------------------------------------------------------- | ------ |
|       | Alianza Pais (AP)                                                     | 59     |
|       | Parti société patriotique 21 janvier (PSP)                            | 19     |
|       | Parti Social-Chrétien (PSC)/Mouvement civique Madera de Guerrero (MG) | 11     |
|       | Parti rénovateur institutionnel de l'action nationale (PRIAN)         | 7      |
|       | Mouvement populaire démocratique (MPD)                                | 5      |
|       | Mouvement municipaliste pour l'intégrité nationale (MMIN)             | 5      |
|       | Mouvement d'unité plurinationale Pachakutik - Nouveau pays (MUPP-NP)  | 4      |
|       | Parti roldosiste équatorien (PRE)                                     | 3      |
|       | Parti de la gauche démocratique (ID)                                  | 2      |
|       | Parti socialiste - Front large (PS-FA)                                | 1      |
|       | Mouvement de la concertation démocratique nationale (MCND)            | 1      |
|       | Autres parties                                                        | 7      |
| Total | Total                                                                 | 124    |